# 大众宝来

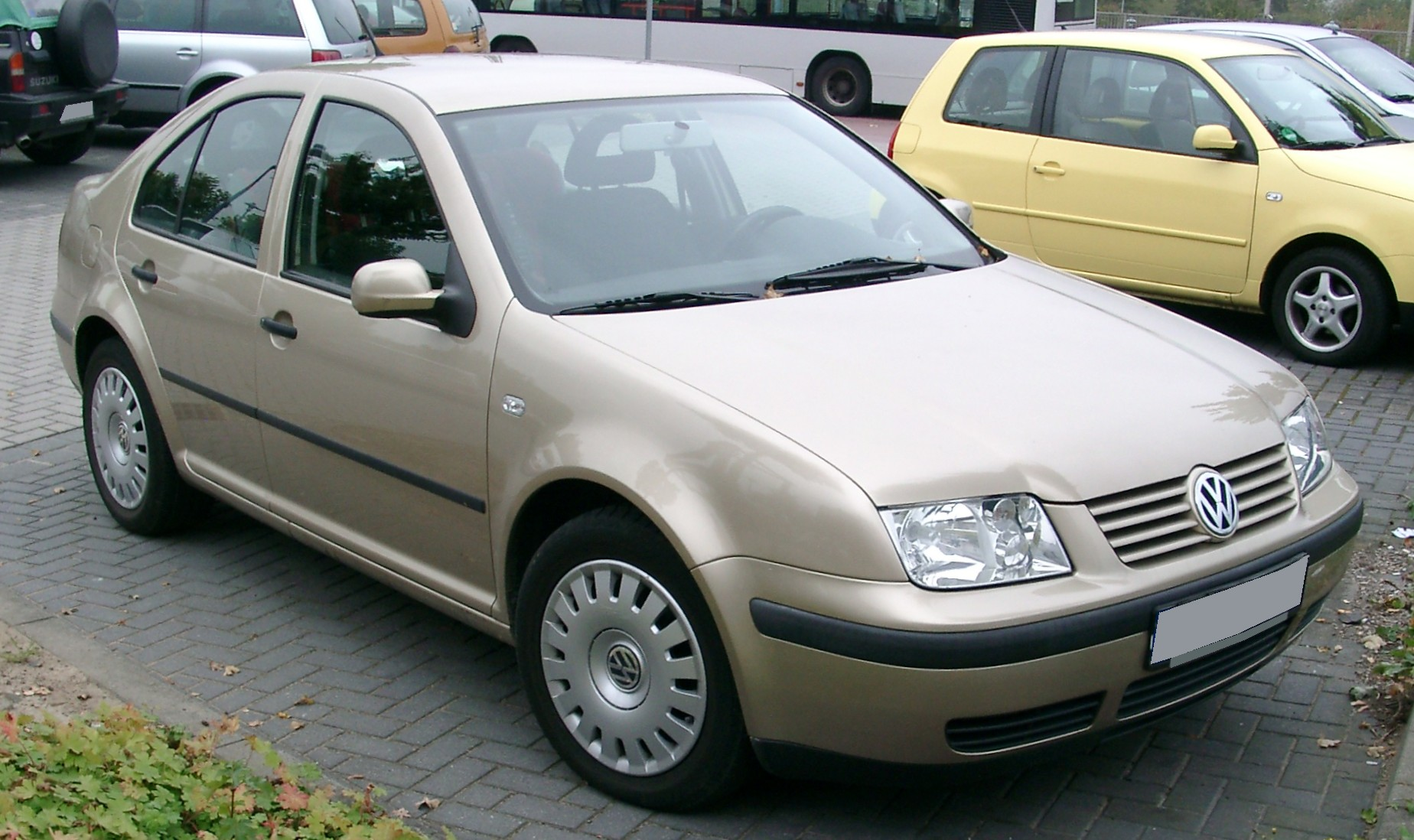
第四代捷达——宝来

大众宝来（英語：Volkswagen Bora）是德国大众汽车生产的捷达系列小轿车的第四代产品。

## 简介
1998年，德国大众开始在欧洲生产第四代捷达，并且给予了第四代捷达一个全新的名字——宝来。宝来是一种每年冬天从亚得里亚海吹向希腊，俄国，土耳其的风的名字。在北美市场，德国大众依旧保持了捷达的名字。在欧洲市场，Bora是针对宝马3系列、奥迪A4、欧宝威达设计的一款具有竞争力的车型。
宝来和他大一号的表兄弟帕萨特有很多的相似之处。圆弧型的设计和拱形车顶是目前大众汽车标志性的设计，基本放弃了以前大众汽车有棱有角的样子。除了轿车版本之外，宝来同时也有旅行车的版本。并且宝来采用了自动雨滴感应的雨刮器和自动空调系统。尽管宝来比上一代的捷达车身长度略微有所缩短，但是动力系统却有明显的改善。1.8T和VR6两种新引擎也加入了可选菜单中。悬挂系统跟上一代饱受批评的捷达基本相同，用户的基本抱怨就是太软容易刮地盘。
宝来在2001年引进中国，由一汽大众生产。一开始生产的宝来装配1.8升92千瓦和1.8T 110千瓦两种汽油引擎。